# Ramón Serrano Súñer
Ramón Serrano Súñer (Cartagena, 12 settembre 1901 – Madrid, 1º settembre 2003) è stato un politico spagnolo, sei volte ministro nei primi governi di Francisco Franco, nei quali tenne il portafogli degli interni e poi quello degli affari esteri.

## Biografia

### Deputato alle Cortes
Eletto deputato alle Cortes repubblicane nel novembre 1933 nelle file dei cattolici conservatori (CEDA), Rieletto deputato nelle elezioni del 1936, aderì poco dopo alla Falange spagnola.

### Durante la guerra civile
Dopo l'Alzamiento militare del luglio 1936 fu arrestato a Madrid dal Fronte popolare, ma riuscì a fuggire nel gennaio 1937. Raggiunse a Salamanca il cognato, il generale Francisco Franco, che era appena stato nominato capo delle forze nazionaliste del Bando nacional (aveva infatti sposato la sorella di Carmen Polo, moglie del futuro Caudillo).
Fu quindi leader del partito unico del Movimiento Nacional, nato nel 1938. Fondò anche alcuni importanti mezzi di comunicazione come Agenzia Efe (1939), così come dell'organizzazione non governativa ONCE (1938).

### Nel franchismo
Fu ministro degli interni dal gennaio 1938 all'ottobre 1940 e al termine della guerra civile, dall'agosto del 1939 al settembre 1942 fu presidente della giunta nazionale del Movimiento Nacional.
Serrano Súñer fu uno dei principali architetti del regime nei suoi primi anni, sia dal punto di vista politico che giuridico. Convinto assertore dell'ideologia nazional-sindacalista, il suo obbiettivo principale fu quello di tentare di rendere il Falangismo il movimento guida del nuovo Stato post-rivoluzionario seguendo il modello degli altri Stati fascisti, in primo luogo del Partito Nazionale Fascista (PNF) in Italia e del Partito Nazionalsocialista dei Lavoratori Tedeschi (NSDAP) in Germania.
Serrano Súñer ritenne che l'alleanza ed il comune cammino con le altre nazioni e movimenti fascisti fossero una conseguenza naturale sia sotto l'aspetto storico, dopo la guerra civile combattuta assieme, che sotto l'aspetto politico. Nel portare avanti questo obbiettivo trovò come suo principale nemico interno Ramón Garriga, fino al 1939 capo della Sezione d'Informazione del Servizio Nazionale della Stampa ed alle sue dipendenze. Operarono assieme e nella sua stessa direzione Hoare ed Hayes, rispettivamente ambasciatori di Gran Bretagna e Stati Uniti, desiderosi di avvicinare progressivamente la Spagna agli Alleati.
Nell'ottobre 1940, in piena guerra mondiale, ebbe il delicato incarico di ministro degli esteri. Nel 1941 durante la seconda guerra mondiale promosse l'invio della cosiddetta División Azul sul fronte orientale, come unità militare di volontari spagnoli integrata nella Wehrmacht che la ridenominò 250. Infanterie-Division, e mise tutto il suo lavoro diplomatico al servizio dell'idea di un'alleanza con il governo nazionalsocialista tedesco, opera incompiuta che culminò nell'incontro di Franco con Adolf Hitler a Hendaye il 23 ottobre 1940. Nel novembre del 1941 a Berlíno firmó la proroga del Patto anticomintern in rappresentanza della Spagna.
Serrano Suñer cercò di mantenere il primato falangista nel partito unico ed entrò per questo in contrasto con i carlisti e soprattutto con i vertici militari, in particolare con il ministro dell'esercito José Enrique Varela. Così il 3 settembre 1942 fu rimosso dal governo da Franco, cogliendo come pretesto gli incidenti al sacrario di Begoña a Bilbao, scoppiati tra falangisti e carlisti durante una cerimonia a cui stava presenziando il generale Varela, anche lui estromesso dal governo. Lasciò anche la presidenza della giunta del Partito franchista, che fu assunta direttamente da Franco, che così accentrò tutti i poteri, sia dello Stato che del partito. La División Azul fu rimpatriata dal fronte russo a partire dall'ottobre 1943.
Dal 1943 fino al 1967 fu solo procuratore (deputato) nelle Cortes Españolas.
Tornò alla professione di avvocato nel 1944. Nel 1947, a guerra conclusa, ritenne che il fascismo in Spagna non avesse avuto successo perché il franchismo ne era soltanto un'imitazione. Questo, principalmente per la mancata totalitarizzazione dello Stato dovuta al fatto che la Falange fu sì partito unico, ma non la base esclusiva del potere nella nazione. Ciò in quanto Franco governò mantenendo l'equilibrio tra le varie forze stesse, tramite il decreto di unificazione senza realizzare mai svolte significative.
Fondò nel 1950 Radio Intercontinental. Morì a quasi 102 anni, ultimo tra i protagonisti della guerra civile.

## Vita privata
Ramón Serrano Suñer e Francisco Franco erano cognati, poiché i due sposarono due sorelle: Serrano Suñer sposò Ramona (Zita) Polo y Martínez-Valdés, a Oviedo il 6 febbraio 1932, incontrata poco dopo essersi trasferito a Saragozza nel 1931. Franco sposò Carmen Polo y Martínez-Valdés nell'ottobre 1923. Ma tra le due famiglie, dopo il dimissionamento da ministro del 1942, i rapporti restarono freddamente cortesi. Ramón Serrano Suñer e Zita Polo ebbero sei figli: Fernando, Francisco, Jaime Javier, José, María del Pilar e Ramón Serrano-Suñer y Polo. Ebbe anche una figlia naturale Carmen Díez de Rivera che fu parlamentare europeo con il Centro democratico sociale.

## Opere
- (ES)  Entre Hendaya y Gibraltar (1949). Riscritto ed ampliato nel 1973. ISBN 84-278-0282-X
- (ES)  Escrito en España, 1976. ISBN 84-312-0152-5
- (ES)  Entre el silencio y la propaganda, la historia como fue (Memorias), 1977. ISBN 84-320-5635-9
- (ES)  De anteayer y de hoy, 1981. ISBN 84-01-33184-6
- (ES)  Dictámenes y recursos de casación civil, 1985. ISBN 84-7130-485-6
- (ES)  Política de España, 1936-1975, 1995. ISBN 84-89365-13-X